# Bearded collie
Bearded collie[Nota] é uma raça canina do tipo collie oriunda do Reino Unido. Considerada uma das raças britânicas mais antigas, acredita-se que tenha sido gerada na Europa Central, junto ao komondor húngaro, embora tenha sido usada para pastorear gado na Escócia. Por ser diferente fisicamente de outros collies, conquistou seu atual nome: barbudo. Fisicamente, é um animal magro, apesar da farta pelagem. Sua expressão é classificada como curiosa e tem sua musculatura fortemente construída.